# 埃洛索
埃洛索，是西班牙卡斯蒂利亚-莱昂阿维拉省的一个市镇。 总面积19{\displaystyle km^{2}}, 总人口223人（2001年），人口密度12人/{\displaystyle km^{2}}